# 에릭 메이여르

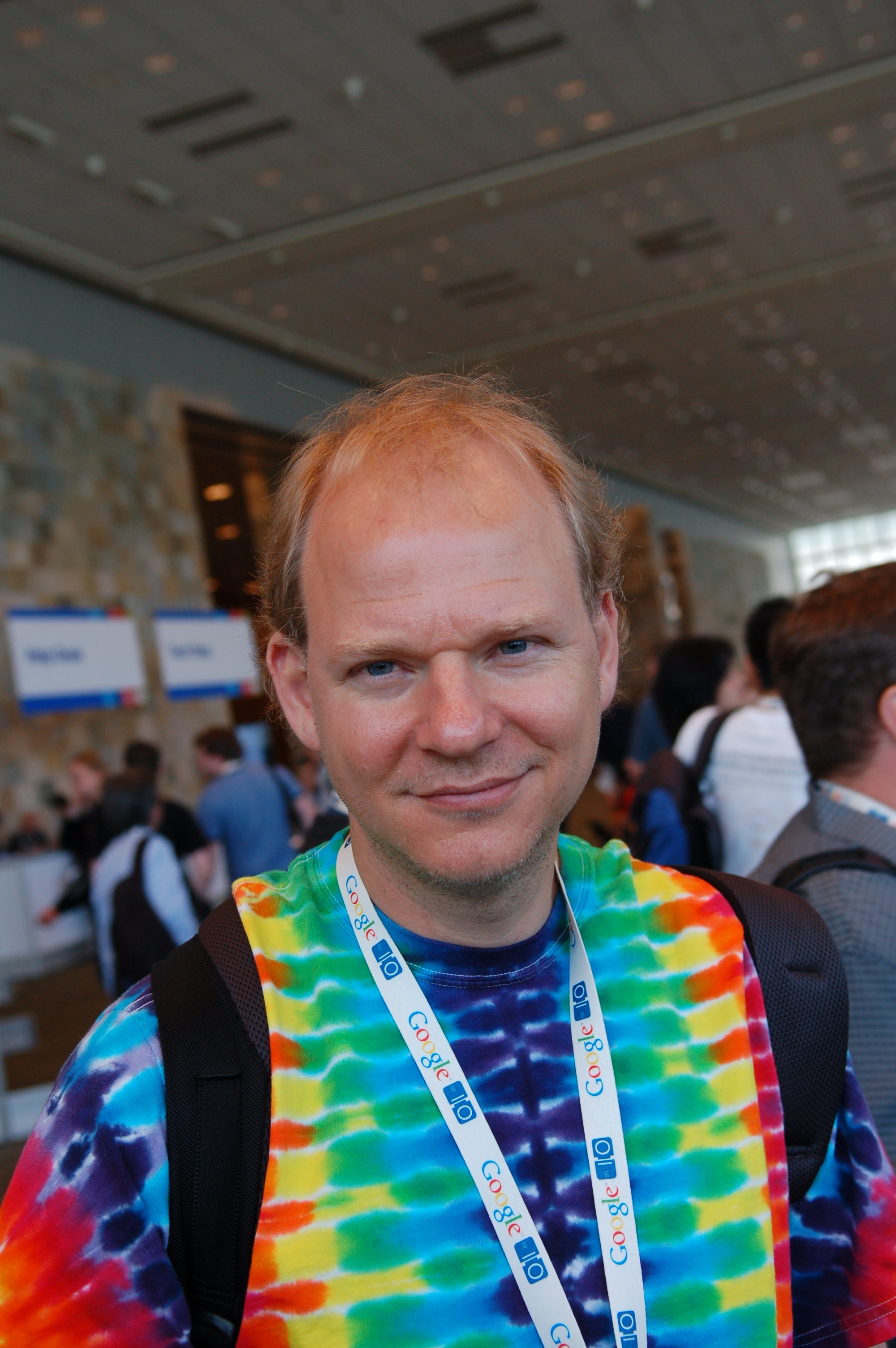
메이여르(2009년)

에릭 메이여르(네덜란드어: Erik Meijer, 1963년 4월 18일 ~ )는 네덜란드의 컴퓨터 과학자이자 창업가이다. 2000년부터 2013년 초까지 마이크로소프트에서 소프트웨어 아키텍트로 일하며 C#, 비주얼베이직, LINQ 개발 등에 관여했다. 2013년 Applied Duality사를 창업했다.